# ハラガケガメ
ハラガケガメ（学名：Claudius angustatus）は、カメ目ドロガメ科ハラガケガメ属に分類されるカメ。本種のみでハラガケガメ属を構成する（単型）。

## 分布
グアテマラ北部、ベリーズ、メキシコ（カンペーチェ州、キンタナ・ロー州、タバスコ州、チアパス州北部、ベラクルス州南部）

## 形態
最大甲長18センチメートル。メスよりもオスの方が大型になり、メスは最大でも甲長15センチメートル。背甲は上から見ると中央部よりもやや後方で最も幅広い細長い楕円形。項甲板の縦幅は短く、横幅はやや長い。椎甲板と肋甲板に3つずつの筋状の盛り上がり（キール）があるが、成長に伴い不明瞭になる。背甲の色彩は暗褐色や黄褐色で、甲板の継ぎ目（シーム）に沿って暗色斑が入る個体もいる。背甲と腹甲の継ぎ目（橋）は甲板で繋がらず体内で靭帯によって繋がり、英名の由来（narrow-bridged=橋の狭い）になっている。腋下甲板や鼠蹊甲板がない個体が多い。腹甲は非常に小型で、腹掛のように見えることが和名の由来。喉甲板や肩甲板がなく、左右の肛甲板の継ぎ目が不明瞭になる個体はいるものの癒合することはまれ。
頭部は大型。上顎や下顎の先端は鉤状に尖り、上顎には左右に1つずつ牙状の突起がある。これにより一度咥えた獲物を逃がさないようになっている。頭部の色彩は黄褐色や暗黄色で、細かい暗色斑が入る。四肢はやや頑丈で、爪や水かきが発達する。四肢の色彩は灰色や暗褐色だが、暗灰色の個体もいる。
卵は長径2.6-3.4センチメートル、短径1.6-2センチメートルの楕円形。幼体は背甲に放射状の暗色斑が入る個体もいる。
オスは背甲がやや扁平だが、メスは背甲がややドーム状に盛りあがる。オスの成体は尾の先端に鉤状の大型鱗がある。

## 生態
低地にある氾濫原に生息する。乾季になると泥中に潜り休眠する。
食性は動物食で、昆虫、甲殻類、魚類、両生類の幼生などを食べると考えられている。水中を徘徊しながら獲物を探し、獲物を見つけると頸部を素早く伸ばして捕食する。
繁殖形態は卵生。11-翌2月に植物の根元に、1回に1-6個の卵を1-2回に分けて産む。卵は飼育下で95-229日で孵化した例がある。

## 人間との関係
ペットとして飼育されることがあり、日本にも輸入されている。野生個体だけでなく飼育下繁殖個体も流通する。ベアタンクやアクアリウム、またはアクアテラリウムで飼育される。協調性が悪いため、基本的には単独飼育する。